# 英国驻青岛总领事馆
英国驻青岛总领事馆为英国在青岛的外交代表机构。其馆址旧址位于今青岛市市南区沂水路14号、湖南路與沂水路的路口处，建于1910年，现为市南区一般不可移动文物。

## 历史
英国驻青岛领事馆设立于1907年5月17日，最初为领事代办级，1911年升为副领事级，1922年升为领事级。1935年10月，升格为总领事馆。1941年12月太平洋战争爆发后，领事馆被日军关闭，1945年12月恢复馆务。1949年后，英国领事馆一度继续运营，兼理挪威、比利时、瑞士、法国、美国五国权益，1951年4月21日闭馆。

## 馆址
英国领事馆馆址最初位于山西路與济南路的路口，1910年代初迁至广西路与江苏路的路口，1930年代迁至今沂水路14号，直至闭馆。

### 馆址历史
沂水路14号英国领事馆旧址建于1910年，广包公司（F. H. Schmidt）承建，最初为德籍律师、公证人曼弗雷德·齐默尔曼（Manfred Zimmermann）的住宅。1914年青岛战役后，齐默尔曼被日军俘虏、押往日本。1930年代至1951年，英国领事馆设于此处。1951年4月，该楼由青岛市人民政府接收，后来曾为青岛市府前幼儿园，现为民宅。2000年，该建筑列入第一批青岛市历史优秀建筑。2012年11月6日，该建筑列入市南区未核定为文物保护单位的不可移动文物（一般不可移动文物）名录。

### 建筑特色
英国驻青岛总领事馆旧址建筑面积1027.2平方米（其中地下室251.89平方米），砖石木结构，地上2层，地下1层，设有阁楼。外立面整体简洁，大致为对称布局，外墙以花岗岩蘑菇石砌基，淡黄色拉毛墙面，折坡屋顶，开有阁楼窗，铺设红色牛舌瓦。正立面向南，二层有一挑窗作为构图中心，旁边开有凹廊，以丰富墙面变化，中部起山墙。楼内设木制地板、木制门窗、木制楼梯及护墙板。

## 图集
- 英国领事馆旧址旧影，1910年代
- 英国领事馆旧址东南面，2016年11月
- 英国领事馆旧址北立面，2016年1月